# Bionca
Bionca (née le 22 janvier 1965 à Long Beach) est une actrice et réalisatrice de films pornographiques américaine.

## Biographie
Elle a souvent joué pour le défunt réalisateur Bruce Seven (1946-2000).
Bionca a reçu plusieurs AVN Awards et XRCO Awards et est membre de l'AVN Hall of Fame et du XRCO Hall of Fame pour sa carrière.

## Filmographie sélective

### Actrice
- 2010 : Debi Diamond: The Nasty Years
- 2009 : Bianca Does Debi Diamond
- 2008 : When MILFs Attack (II)
- 2007 : Best Of Switch Hitters
- 2004 : Older Women And Younger Women 5
- 2003 : Pussyman's Decadent Divas 22
- 2002 : No Man's Land: Legends
- 2001 : Buttslammers 20
- 2001 : Where The Girls Sweat 5
- 2000 : Lesbian Ho' Down at the Bunny Ranch
- 1999 : Fetish Fanatics 10
- 1998 : Buttman's Favorite Big Butt Babes 2
- 1997 : Totally Tianna
- 1996 : Car Wash Angels 1
- 1995 : Best of Buttslammers 1
- 1995 : First Time Ever 1
- 1994 : Pussywoman 2
- 1994 : Buttslammers 8
- 1994 : Buttslammers 6
- 1993 : Buttslammers 4
- 1993 : Buttslammers 3
- 1993 : Buttslammers 1
- 1993 : No Man's Land 8
- 1992 : Lez Be Friends
- 1991 : Adventures of Buttwoman
- 1990 : Where The Girls Sweat 1
- 1989 : Lips On Lips
- 1988 : Deep Inside Lauryl Canyon
- 1987 : Ginger's Greatest All Girl Hits
- 1986 : Aerobics Girls Club
- 1985 : Gentlemen Prefer Ginger
- 1984 : Chocolate Cherries

### Productrice
- 1997 : Buttslammers 16
- 2001 : Buttslammers 20
- 2001 : Buttslammers 21
- 2002 : No Man's Land: Legends

## Récompenses
- 1994 : XRCO Award "Best Video" - Takin' It to the Limit (coréalisatrice avec Bruce Seven)
- 1995 : AVN Award - Best All-Girl Sex Scene - Buttslammers 4
- 1995 : AVN Award - Most Outrageous Sex Scene - Depraved Fantasies
- 1995 : XRCO Award - Best Girl-Girl Sex Scene - Takin' it to the Limit 6
- 1997 : XRCO Hall of Fame
- XRCO Hall of Fame

### Nominations
- 2002 : AVN Award nomination - "Best All-Girl Sex Scene - " - The Madam's New Maid